# Tapagem
A tapagem é uma técnica de pesca na atividade de pescaria artesanal em que os caçadores fecham temporariamente os igarapés da região amazônica usando o pari para captura do camarão.
O pari (cacuri ou camboa) é uma arte de pesca/petrecho na forma de uma armadilha, formada por um conjunto de painéis retangulares de madeira, medindo 1,5 metros de altura e 3,5 metros de largura, feitas com varetas da palmeira jupati (Raphia taedigera) ou inajá (Attalea maripa).
A pesca de camarão com pari é praticada colocando esses painéis armados de uma margem a outra do igarapé como um labirinto, que dependendo da largura são usadas várias armadilhas unidas, apoiados por varas fincadas no substrato.
Nesta armadilha o crustáceo é levado pelo fluxo da vazante do igarapé até os painés, onde é encurralado, ou é levado pelo orifício feito para que saia do pari e entre no matapi adaptado (na base do cilindro junto ao furo do painel é encaixado um tronco de cone circular).

## Arte de pesca
Os petrechos/equipamentos usados na pesca artesanal podem ser classificados em:
- técnicas fixas: curral; fuzarca; matapi; muzuá/covo; tapagem/cacuri,[4][5] e; zangaria;[4]
- técnicas móveis: arrastão; espinhel/palangre; linha de mão; malhadeira, e; tarrafa.

Outros petrechos de pesca são: guizo; poitamento; timbó; cavalinho; pari; fisga; garateia; arpão; puçá; caniço; rabiola; socó; moponga; paneirão.